# Cantó de Camppendut

Cantó de Camppendut

El cantó de Camppendut era un cantó francès el departament de l'Aude, a la regió d'Occitània. S'incloïa al districte de Carcassona, té 18 municipis i el cap cantonal era Camppendut.
El 2015 el cantó va ser fusionat amb el de Trebes i reconvertits en el cantó de la Muntanya d'Alaric.

## Municipis
- Badens
- Barbairan
- Blomac
- Bolhonac
- Camppendut
- Comina
- Dosens
- Flora
- Fontiès d'Aude
- Marselheta
- Montirat
- Monza
- Mos
- Ròcacorba de Menerbés
- Rosticas
- Sant Coat d'Aude
- Trebes
- Viladubèrt